# Diplazon aubertiator
Diplazon aubertiator är en stekelart som beskrevs av Diller 1986. Diplazon aubertiator ingår i släktet Diplazon och familjen brokparasitsteklar. Inga underarter finns listade i Catalogue of Life.